# Машхад
Мешхед (перс. مشهد) је главни град покрајине Разави Хорасан у североисточном Ирану, и други по величини град земље. Према попису из 2006. у граду је живело 2.427.316 становника. Становништво је мешавина Иранаца, Арапа, Авганистанаца и Курда. 
Мешхед се налази на надморској висини од 985 m, на реци Касаф. Удаљен је 850 километара од Техерана. 
Овај универзитетски град важи за један од 7 светих градова шиитског ислама и важан је политички и религиозни центар земље. Годишње га посети више од 100.000 ходочасника. Овде се налази гроб осмог имама Резе, јединог имама чији се гроб налази на територији Ирана. 
Мешхед је основан 823. године. Име му на арапском значи „место мученика“, што се односи на имама Резу. У Мешхеду је рођен и живео Фирдуси, аутор епа Шахнаме, националног епа Ирана. 
Мешхед је железничком пругом повезан са Техераном, а има и међународни аеродром. Индустрија у граду се бави прерадом вуне и производњом тепиха.

## Становништво
Према попису, у граду је 2006. живело 2.427.316 становника.
| 1986.     | 1991.     | 1996.     | 2006.     |
| --------- | --------- | --------- | --------- |
| 1.463.508 | 1.559.155 | 1.887.405 | 2.427.316 |